# Heinrich Haselmayer
Heinrich Johann Haselmayer, fälschlich oft Haselmeyer (* 13. Juli 1906 in Würzburg; † 21. Januar 1978 ebenda) war ein deutscher Mediziner, NS-Funktionär und Politiker (FDP).

## Leben
Haselmayer betätigte sich seit seiner Jugend in nationalsozialistischen Organisationen. Er war 1922/23 Mitglied der SA und nahm 1923 am Hitler-Putsch teil. Haselmayer studierte Medizin in Würzburg, Berlin, Kiel und Hamburg. Zum 9. Mai 1927 schloss er sich der NSDAP an (Mitgliedsnummer 61.234). 1927/28 war er Mitgründer und Hochschulgruppenführer des NSDStB in Würzburg. 1929/30 gehörte er der SS an und war Organisationsleiter des NSDStB in Berlin. Im Sommer 1930 ging Haselmayer nach Kiel, wo er sich als Organisator einer Kampagne gegen den liberalen Theologen Otto Baumgarten exponierte, der in nationalsozialistischen Flugblättern als „Landesverräter“, „Philosemit“ und „Pazifist“ beschimpft wurde. Als die Universität Kiel ihm daraufhin die Immatrikulation verweigerte, schrieb Haselmayer sich an der Universität Hamburg ein. Dort agierte er 1930/31 als Organisationsleiter der NSDStB-Hochschulgruppe. Seit Februar 1931 war Haselmayer AStA-Vorsitzender in Hamburg, er musste aber schon im Juni 1931 wegen Amtsmissbrauchs zurücktreten. Seit dem Frühjahr 1931 betätigte er sich als Gauredner der Hamburger NSDAP. Von 1932 bis 1934 war er Leiter der Abteilung Volksbildung im Gau Hamburg der NSDAP. Sein Studium schloss er mit der Promotion zum Dr. med. an der Universität Hamburg ab. Der Titel seiner 1932 erschienenen Dissertation lautete „Ein Beitrag zur Sterilisationsfrage Schwachsinniger“. Laut dem Führerlexikon galt sein besonderes Interesse der Rassenkunde.
Nach der Machtübergabe an die Nationalsozialisten wurde er im März 1933 Nachfolger des durch die Nationalsozialisten abgelösten Leiters der Hamburger Volkshochschule Kurt Adams. Als Hamburger Vorsitzender des Kampfbundes für deutsche Kultur wurde er zweiter stellvertretender Vorsitzender der Patriotischen Gesellschaft von 1765, schied jedoch bereits 1934 wieder aus dem Amt. Nachdem Haselmayer im Mai 1936 in den Niederlanden in betrunkenem Zustand eine Rede gehalten hatte, verlor er die Leitung der Hamburger Volkshochschule und wurde aus der NSDAP ausgeschlossen. Seit 1938 war Haselmayer als niedergelassener Arzt in Hamburg tätig.
Nach Kriegsende befand sich Haselmayer bis 1947 in alliierter Internierungshaft und wurde nach seiner Entlassung als Entlasteter entnazifiziert. Danach lebte und praktizierte er als Allgemeinmediziner und Geburtshelfer in Hamburg-Bergedorf, wo er mit seiner Frau und den gemeinsamen vier Kindern lebte. In der Nacht vom 14. auf den 15. Januar 1953 wurde Haselmayer in seinem Bergedorfer Einzelhaus durch britische Militärpolizisten auf Veranlassung des Britischen Hohen Kommissars festgenommen, da er als einer der „Rädelsführer“ des Naumann-Kreises galt. Mit weiteren Beschuldigten wurde er kurzzeitig im britischen Zuchthaus Werl inhaftiert. Haselmayer engagierte sich für die FDP auf lokaler Ebene im Hamburger Bezirk Bergedorf.